# Issaka Samaké
Issaka Samaké (20 ottobre 1994) è un calciatore maliano, difensore dell'Horoya e della nazionale maliana.

## Carriera

### Club
Cresciuto nel settore giovanile dello Stade Malien, gioca con il club dal 2012 al 2021 collezionando 21 presenze fra CAF Champions League e CAF Confederations Cup. Nel 2021 si trasferisce a titolo definitivo all'Horoya.

### Nazionale
Membro della nazionale maliana dal 2013, gioca il suo primo incontro il 6 luglio scendendo in campo nel match di qualificazione per il Campionato delle nazioni africane 2014 vinto 3-1 contro la Guinea.
Nel 2021 viene convocato per la Coppa delle nazioni africane 2021.

## Statistiche
Statistiche aggiornate al 29 dicembre 2021.

### Cronologia presenze e reti in nazionale
| Cronologia completa delle presenze e delle reti in nazionale ― Mali | Cronologia completa delle presenze e delle reti in nazionale ― Mali | Cronologia completa delle presenze e delle reti in nazionale ― Mali | Cronologia completa delle presenze e delle reti in nazionale ― Mali | Cronologia completa delle presenze e delle reti in nazionale ― Mali | Cronologia completa delle presenze e delle reti in nazionale ― Mali | Cronologia completa delle presenze e delle reti in nazionale ― Mali | Cronologia completa delle presenze e delle reti in nazionale ― Mali |
| Data                                                                | Città                                                               | In casa                                                             | Risultato                                                           | Ospiti                                                              | Competizione                                                        | Reti                                                                | Note                                                                |
| ------------------------------------------------------------------- | ------------------------------------------------------------------- | ------------------------------------------------------------------- | ------------------------------------------------------------------- | ------------------------------------------------------------------- | ------------------------------------------------------------------- | ------------------------------------------------------------------- | ------------------------------------------------------------------- |
| 6-7-2013                                                            | Bamako                                                              | Mali                                                                | 3 – 1                                                               | Guinea                                                              | Qual. CHAN 2014                                                     | -                                                                   |                                                                     |
| 28-7-2013                                                           | Conakry                                                             | Guinea                                                              | 1 – 0                                                               | Mali                                                                | Qual. CHAN 2014                                                     | -                                                                   |                                                                     |
| 11-1-2014                                                           | Città del Capo                                                      | Mali                                                                | 2 – 1                                                               | Nigeria                                                             | CHAN 2014 - 1º turno                                                | -                                                                   |                                                                     |
| 15-1-2014                                                           | Città del Capo                                                      | Sudafrica                                                           | 1 – 1                                                               | Mali                                                                | CHAN 2014 - 1º turno                                                | -                                                                   |                                                                     |
| 19-1-2014                                                           | Città del Capo                                                      | Mozambico                                                           | 1 – 2                                                               | Mali                                                                | CHAN 2014 - 1º turno                                                | -                                                                   |                                                                     |
| 26-1-2014                                                           | Città del Capo                                                      | Mali                                                                | 1 – 2                                                               | Zimbabwe                                                            | CHAN 2014 - Quarti di finale                                        | -                                                                   |                                                                     |
| 29-6-2014                                                           | Shenzhen                                                            | Cina                                                                | 1 – 3                                                               | Mali                                                                | Amichevole                                                          | -                                                                   |                                                                     |
| 7-2-2016                                                            | Kigali                                                              | RD del Congo                                                        | 3 – 0                                                               | Mali                                                                | CHAN 2016 - Finale                                                  | -                                                                   | 45’                                                                 |
| 6-8-2017                                                            | Dakar                                                               | Senegal                                                             | 1 – 1                                                               | Mali                                                                | Amichevole                                                          | -                                                                   |                                                                     |
| 27-7-2019                                                           | Bissau                                                              | Guinea-Bissau                                                       | 0 – 4                                                               | Mali                                                                | Qual. CHAN 2020                                                     | 1                                                                   |                                                                     |
| 4-8-2019                                                            | Bamako                                                              | Mali                                                                | 3 – 0                                                               | Guinea-Bissau                                                       | Qual. CHAN 2020                                                     | -                                                                   |                                                                     |
| 21-9-2019                                                           | Nouakchott                                                          | Mauritania                                                          | 0 – 0                                                               | Mali                                                                | Qual. CHAN 2020                                                     | -                                                                   | 27’                                                                 |
| 16-1-2021                                                           | Yaoundé                                                             | Mali                                                                | 1 – 0                                                               | Burkina Faso                                                        | CHAN 2020 - 1º turno                                                | -                                                                   |                                                                     |
| 20-1-2021                                                           | Yaoundé                                                             | Camerun                                                             | 1 – 1                                                               | Mali                                                                | CHAN 2020 - 1º turno                                                | 1                                                                   |                                                                     |
| 24-1-2021                                                           | Douala                                                              | Zimbabwe                                                            | 0 – 1                                                               | Mali                                                                | CHAN 2020 - 1º turno                                                | -                                                                   |                                                                     |
| 30-1-2021                                                           | Yaoundé                                                             | Mali                                                                | 0 – 0 dts (5 – 4 dtr)                                               | Rep. del Congo                                                      | CHAN 2020 - Quarti di finale                                        | -                                                                   |                                                                     |
| 3-2-2021                                                            | Douala                                                              | Mali                                                                | 0 – 0 dts (5 – 4 dtr)                                               | Guinea                                                              | CHAN 2020 - Semifinali                                              | -                                                                   |                                                                     |
| 7-2-2021                                                            | Yaoundé                                                             | Mali                                                                | 0 – 2                                                               | Marocco                                                             | CHAN 2020 - Finale                                                  | -                                                                   | 6’, 93’                                                             |
| Totale                                                              |                                                                     | Presenze                                                            | 18                                                                  |                                                                     | Reti                                                                | 2                                                                   |                                                                     |

## Palmarès

### Club

#### Competizioni nazionali
- Campionato maliano: 5

Stade Malien: 2012-2013, 2013-2014, 2014-2015, 2016, 2019-2020
- Coppa del Mali: 3

Stade Malien: 2013, 2015, 2018